# Néctar (alimento)

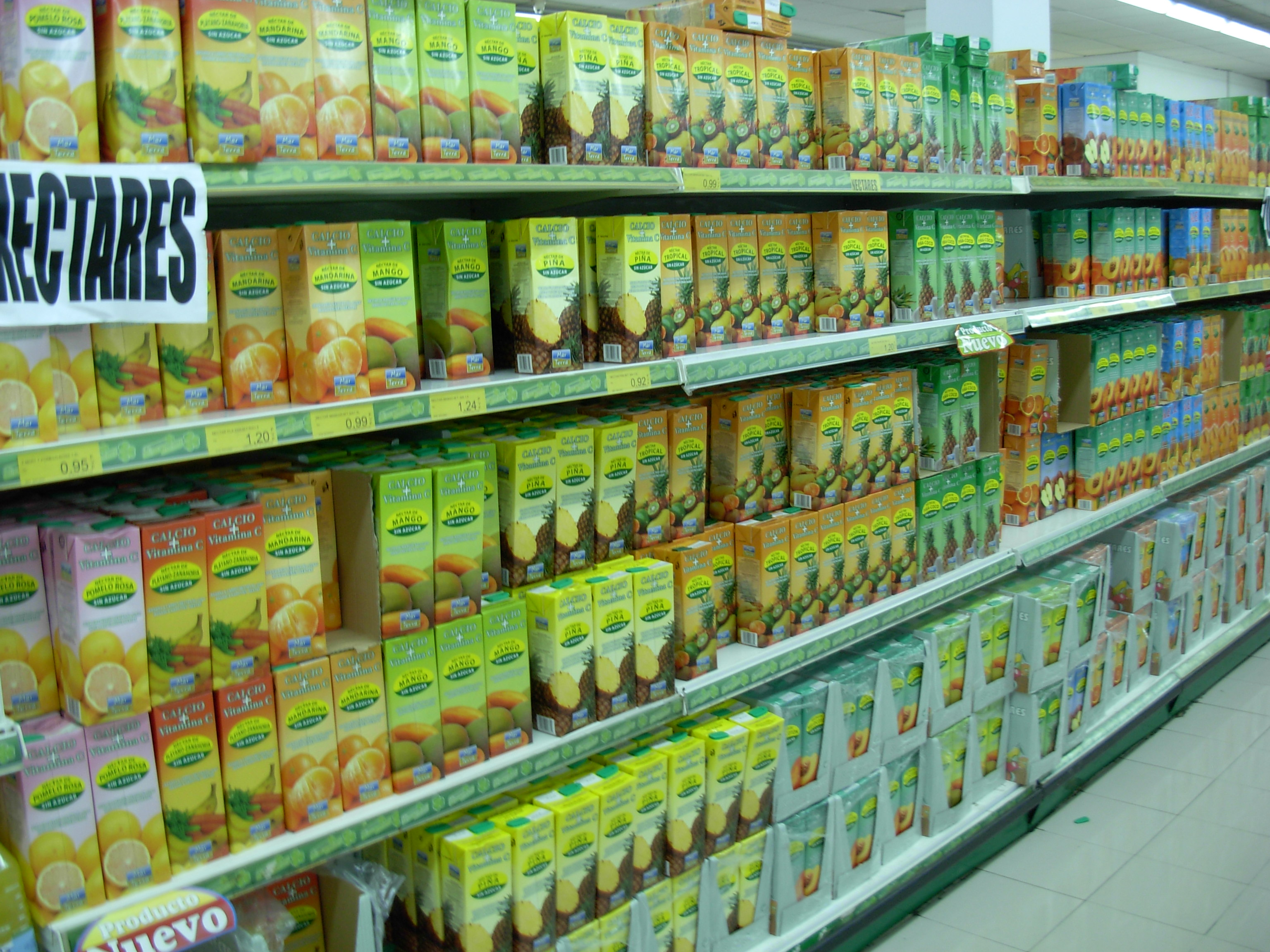
Estante mostrando diversos Tetrabrik en un supermercado.

El néctar o jugo envasado es una bebida que contiene parte de la pulpa de la fruta finamente tamizada, a la que se ha añadido agua potable, azúcares (o edulcorantes en el caso de los dietéticos), ácido cítrico y diferentes condimentos.
De manera coloquial se les suele llamar simplemente jugo.

## Características
Los néctares son básicamente jugos rebajados (o aligerados) con agua. Suelen proceder de diversas frutas y el contenido disuelto en agua depende de las características de la pulpa. El producto se somete primero a una desinfección, a una pasteurización, vigilancia del pH (generalmente por debajo de 4.5) y de azúcares. Para el envasado final del néctar se pueden emplear tanto envases de vidrio como de plástico. El envasado se debe hacer en caliente a una temperatura no menor de 85 grados Celsius, sellándose el envase inmediatamente.
Los néctares generalmente son elaborados con frutas de pulpa (a diferencia de los zumos propiamente dichos que se elaboran a partir de concentrado) y suelen venir adicionados de carboximetilcelulosa (CMC) a fin de darle una consistencia ligeramente espesa.